# Dom Mintoff
Dom Mintoff, celým jménem Dominic Mintoff (6. srpna 1916 Cospicua, Malta – 20. srpna 2012) byl maltský politik, opakovaně zvolený do úřadu premiéra Malty.

## Život
Mintoff se narodil v katolickém prostředí. Studium architektury ve Velké Británii (Oxford). Brzy se angažuje v mladé, protiklerikální a tehdy probritsky zaměřené straně MLP (Maltese Labour Party), založené roku 1920. Roku 1947, kdy se MLP dostává pod předsedou Paulem Boffou k moci, se Mintoff stává zástupcem předsedy vlády a po roztržce s ním předsedou vlády. Po prohraných volbách roku 1950 se dostává znovu k moci roku 1955, po roztržkách s církví však přebírá vládu ještě téhož roku konkurenční strana Partit Nazzjonalista.
V této době dochází k radikálnímu obratu zaměření Mintoffa a MLP. Sekularismus dále sílí, Mintoff však upouští od svého plánu, integrovat Maltu do Velké Británie, a propaguje nyní neutralistická stanoviska a politiku státní nezávislosti (kterou Malta získává roku 1964).
Roku 1971 vítězí MLP ve volbách a Mintoff se stává předsedou vlády (až do roku 1984). Jeho popularita roste. Mimo vyhlášení republiky (1974) přerušuje vázání maltské měny na britskou libru a podepisuje smlouvy o uzavření velitelství NATO na Maltě a o odchodu britských jednotek z ostrova (k němuž došlo 1979).
Kontroverzní je jeho zahraniční politika (přes jeho probritskou minulost i ve Velké Británii). Malta za jeho vlády neudržuje jen úzké styky se Sovětským svazem a evropskými členy Varšavské smlouvy, ale i s Čínou a severní Koreou, v rámci ‚společné středomořské identity‘ především s Libyí, ale již v sedmdesátých letech se zasazuje o nezávislý palestinský stát; v paměti je i jeho několikatýdenní blokování výsledného dokumentu Konference o bezpečnosti a spolupráci v Evropě (Madrid, 1983).
Mintoff však ztroskotává na vnitropolitických problémech. Hospodářské problémy a stoupající nezaměstnanost, reforma zdravotnictví, kde došlo ke konfliktům s asociacemi lékařů, především ale eskalující konflikt s církví v otázce její role ve výchově a školství a v otázce zestátnění církevní pozemků. Tyto problémy vedou k tomu, že Mintoff se roku 1984 vzdává svých státních i stranických funkcí, přestože MLP zůstává vládnoucí stranou až do května 1987. Téhož roku, před parlamentními volbami, se Mintoffovi podařilo prosadit princip neutrality do státní ústavy.
Mintoff je i spoluzodpovědný za předčasné ukončení vlády MLP v roce 1998, když při otázce důvěry hlasoval spolu s opoziční PN Partit Nazzjonalista, která pak ve vypsaných parlamentních volbách zvítězila.